# تيدي كريستيانسن
تيدي كريستيانسن (بالدنماركية: Teddy Kristiansen)‏ هو رسام بالرصاص ورسام كارتون دنماركي، ولد في 1964 في الدنمارك في مملكة الدنمارك.

## وصلات خارجية
- تيدي كريستيانسن على موقع IMDb (الإنجليزية)